# Macario Sakay
Macario Sakay y de León (1870 - 13 de setembro de 1907) foi um general filipino que participou da Revolução Filipina de 1896 contra o Império Espanhol e da Guerra Filipino-Americana. Após a guerra ser declarada encerrada pelos Estados Unidos em 1902, Sakay continuou com a resistência e no ano seguinte tornou-se Presidente da República de Katagalugan.
Foi um membro do Katipunan, que durante a ocupação das Filipinas pelos Estados Unidos defendeu o direito à autodeterminação, sendo capturado e morto pelas forças estadunidenses.